# Paul G. Comba
Paul Gustavo Comba, né le 6 mars 1926 à Tunis et mort le 5 avril 2017, est un astronome amateur italo-américain.

## Biographie
Né à Tunis, le 6 mars 1926, de parents tunisiens italiens, Paul Gustavo Comba part pour l'Italie à un jeune âge. Admis aux études universitaires à l'âge de 17 ans, il étudie à l'université de Turin (1943–46). En 1946, il part aux États-Unis avec une bourse pour y suivre des cours au Bluffton College, dont il sort diplômé en 1947. Il étudie ensuite à Caltech ;  il obtient un Ph. D. de mathématiques au California Institute of Technology en 1951 sous la direction de H. Frederic (Henri) Bohnenblust (intitulé de la thèse : « Geometry of Finite Dimensional Moment Spaces and Applications to Orthogonal Polynomials »). En 1951, il s'installe à Honolulu où il enseigne à l'Université d'Hawaï jusqu'en 1960. Il change ensuite pour IBM en développement de logiciel. Il développe notamment un algorithme de multiplication de grands nombres appelé la multiplication de Comba qui réduit considérablement le nombre de retenues à reporter,.
À sa retraite en 1991, M. Comba s'installe à Prescott (Arizona), où il a construit l'observatoire de Prescott (code 684 de la liste d'observatoires astronomiques). D'après le Centre des planètes mineures, il a découvert 692 astéroïdes (numérotés) entre 1995 et 2003.
Rénové en 2011, l'observatoire abrite un télescope PlaneWave CDK de 24 pouces avec deux lunettes Takahashi dans le dôme. Il y a un observatoire solaire dédié qui est équipé d'un télescope solaire Lunt 152. L'observatoire dispose également d'un nano-laboratoire pour la recherche en cosmologie qui est équipé d'un microscope électronique à balayage. L'Observatoire de Prescott est un contributeur actif pour l'organisation de webcast SLOOH qui est la première organisation de webcast pour les événements célestes en direct. L'observatoire est désormais détenu et géré par Matt Francis.
En 2003 Comba reçoit le prix Leslie C. Peltier pour ses mérites en astronomie. Il a écrit un ouvrage intitulé The Astronomical League's Asteroid Club Observing Guide.
L'astéroïde (7636) Comba a été nommé en son honneur.

## Liste des astéroïdes découverts
| (7684) Marioferrero      | 3 mars 1997       |
| (8223) Bradshaw          | 6 août 1996       |
| (8224) Fultonwright      | 6 août 1996       |
| (8407) Houlahan          | 25 juillet 1995   |
| (8420) Angrogna          | 17 novembre 1996  |
| (8580) Pinsky            | 14 décembre 1996  |
| (8583) Froberger         | 8 janvier 1997    |
| (8734) Warner            | 1er janvier 1997  |
| (8945) Cavaradossi       | 1er février 1997  |
| (9238) Yavapai           | 28 avril 1997     |
| (9445) Charpentier       | 8 mai 1997        |
| (9662) Frankhubbard      | 12 avril 1996     |
| (9669) Symétrie          | 8 juillet 1997    |
| (9902) Kirkpatrick       | 3 juillet 1997    |
| (9903) Leonhardt         | 4 juillet 1997    |
| (9987) Peano             | 29 juillet 1997   |
| (9988) Erictemplebell    | 9 septembre 1997  |
| (10181) Davidacomba      | 26 mars 1996      |
| (10204) Turing           | 1er août 1997     |
| (10382) Hadamard         | 15 septembre 1996 |
| (10588) Adamcrandall     | 18 juillet 1996   |
| (10598) Markrees         | 13 octobre 1996   |
| (10607) Amandahatton     | 13 novembre 1996  |
| (10914) Tucker           | 31 décembre 1997  |
| (11156) Al-Khwârizmî     | 31 décembre 1997  |
| (11341) Babbage          | 3 décembre 1996   |
| (11421) Cardan           | 10 juin 1999      |
| (11665) Dirichlet        | 14 avril 1997     |
| (11709) Eudoxe           | 27 avril 1998     |
| (12007) Fermat           | 11 octobre 1996   |
| (12016) Green            | 1er décembre 1996 |
| (12022) Hilbert          | 15 décembre 1996  |
| (12032) Ivory            | 31 janvier 1997   |
| (12040) Jacobi           | 8 mars 1997       |
| (12045) Klein            | 30 mars 1997      |
| (12473) Levi-Civita      | 10 février 1997   |
| (12493) Minkowski        | 4 août 1997       |
| (12513) Niven            | 27 avril 1998     |
| (12576) Oresme           | 5 septembre 1999  |
| (12874) Poisson          | 19 août 1998      |
| (13192) Quine            | 31 janvier 1997   |
| (13642) Ricci            | 19 avril 1996     |
| (13658) Sylvester        | 18 mars 1997      |
| (13672) Tarski           | 30 mai 1997       |
| (13673) Urysohn          | 1er juin 1997     |
| (14072) Volterra         | 21 mai 1996       |
| (14100) Weierstrass      | 8 septembre 1997  |
| (14526) Xénocrate        | 6 mai 1997        |
| (14960) Yule             | 21 mai 1996       |
| (14990) Zermelo          | 31 octobre 1997   |
| (14995) Archytas         | 5 novembre 1997   |
| (15378) Artin            | 7 août 1997       |
| (15396) Howardmoore      | 24 octobre 1997   |
| (15620) Beltrami         | 29 avril 2000     |
| (15896) Birkhoff         | 13 juin 1997      |
| (15938) Bohnenblust      | 27 décembre 1997  |
| (16065) Borel            | 11 septembre 1999 |
| (16246) Cantor           | 27 avril 2000     |
| (16249) Cauchy           | 29 avril 2000     |
| (16755) Cayley           | 9 septembre 1996  |
| (16765) Agnesi           | 16 octobre 1996   |
| (16810) Pavelaleksandrov | 25 octobre 1997   |
| (16856) Banach           | 28 décembre 1997  |
| (16953) Besicovitch      | 27 mai 1998       |
| (17076) Betti            | 18 avril 1999     |
| (17285) Bézout           | 3 juillet 2000    |
| (17637) Blaschke         | 11 août 1996      |
| (17653) Bochner          | 10 novembre 1996  |
| (17696) Bombelli         | 8 mars 1997       |
| (17703) Bombieri         | 9 septembre 1997  |
| (17734) Boole            | 22 janvier 1998   |
| (17891) Buraliforti      | 6 mars 1999       |
| (17917) Cartan           | 15 avril 1999     |
| (18059) Cavalieri        | 15 décembre 1999  |
| (18498) Cesaro           | 22 juin 1996      |
| (18510) Chasles          | 16 septembre 1996 |
| (18548) Christoffel      | 10 janvier 1997   |
| (18555) Courant          | 4 février 1997    |
| (18560) Coxeter          | 7 mars 1997       |
| (18734) Darboux          | 20 juin 1998      |
| (19293) Dedekind         | 18 juillet 1996   |
| (19349) Denjoy           | 13 février 1997   |
| (19462) Ulissedini       | 27 avril 1998     |
| (19570) Jessedouglas     | 13 juin 1999      |
| (19617) Duhamel          | 8 août 1999       |
| (20135) Juels            | 7 mai 1996        |
| (20136) Eisenhart        | 8 juillet 1996    |
| (20155) Utewindolf       | 13 octobre 1996   |
| (20156) Herbwindolf      | 13 octobre 1996   |
| (20174) Eisenstein       | 13 décembre 1996  |
| (20197) Enriques         | 14 février 1997   |
| (20394) Fatou            | 28 juin 1998      |
| (21276) Feller           | 8 octobre 1996    |
| (21331) Lodovicoferrari  | 17 janvier 1997   |
| (21451) Fisher           | 28 avril 1998     |
| (21537) Fréchet          | 15 août 1998      |
| (21659) Fredholm         | 13 août 1999      |
| (21665) Frege            | 5 septembre 1999  |
| (22474) Frobenius        | 8 mars 1997       |
| (22495) Fubini           | 6 mai 1997        |
| (22497) Immanuelfuchs    | 30 mai 1997       |
| (22611) Galerkin         | 17 mai 1998       |
| (23625) Gelfond          | 19 novembre 1996  |
| (23699) Paulgordan       | 8 juillet 1997    |
| (23776) Gosset           | 17 août 1998      |
| (23777) Goursat          | 23 août 1998      |
| (23889) Hermanngrassmann | 26 septembre 1998 |
| (24907) Alfredhaar       | 4 février 1997    |
| (24935) Godfreyhardy     | 28 avril 1997     |
| (24944) Harish-Chandra   | 11 juin 1997      |
| (24947) Hausdorff        | 7 juillet 1997    |
| (24998) Hermite          | 28 juillet 1998   |
| (25000) Astrométrie      | 28 juillet 1998   |
| (25029) Ludwighesse      | 26 août 1998      |
| (25082) Williamhodge     | 15 septembre 1998 |
| (25142) Hopf             | 26 septembre 1998 |
| (25237) Hurwitz          | 20 octobre 1998   |
| (25593) Camillejordan    | 28 décembre 1999  |
| (25604) Karlin           | 4 janvier 2000    |
| (25624) Kronecker        | 6 janvier 2000    |
| (25628) Kummer           | 7 janvier 2000    |
| (26205) Kuratowski       | 11 juin 1997      |
| (26276) Natrees          | 20 septembre 1998 |
| (26277) Ianrees          | 20 septembre 1998 |
| (26357) Laguerre         | 27 décembre 1998  |
| (26908) Lebesgue         | 11 avril 1996     |
| (26909) Lefschetz        | 24 avril 1996     |
| (26950) Legendre         | 11 mai 1997       |
| (26955) Lie              | 30 juin 1997      |
| (26960) Liouville        | 8 juillet 1997    |
| (26993) Littlewood       | 3 décembre 1997   |
| (27056) Ginoloria        | 26 septembre 1998 |
| (27114) Lukasiewicz      | 19 novembre 1998  |
| (27500) Mandelbrot       | 12 avril 2000     |
| (27514) Markov           | 26 avril 2000     |
| (27915) Nancywright      | 30 octobre 1996   |
| (27922) Mascheroni       | 8 décembre 1996   |
| (27947) Emilemathieu     | 9 juillet 1997    |
| (27975) Mazurkiewicz     | 23 octobre 1997   |
| (27988) Menabrea         | 7 novembre 1997   |
| (28394) Mittag-Leffler   | 13 septembre 1999 |
| (28516) Möbius           | 27 février 2000   |
| (28729) Moivre           | 11 avril 2000     |
| (28766) Monge            | 29 avril 2000     |
| (29435) Mordell          | 8 mai 1997        |
| (29447) Jerzyneyman      | 12 août 1997      |
| (29448) Pappos           | 23 août 1997      |
| (29458) Pearson          | 30 septembre 1997 |
| (29463) Benjaminpeirce   | 2 octobre 1997    |
| (29491) Pfaff            | 23 novembre 1997  |
| (29613) Charlespicard    | 16 septembre 1998 |
| (29643) Plücker          | 15 novembre 1998  |
| (29646) Polya            | 16 novembre 1998  |
| (29647) Poncelet         | 17 novembre 1998  |
| (29700) Salmon           | 19 décembre 1998  |
| (29837) Savage           | 21 mars 1999      |
| (29910) Segre            | 14 mai 1999       |
| (30305) Severi           | 1er mai 2000      |
| (30306) Frigyesriesz     | 2 mai 2000        |
| (30307) Marcelriesz      | 2 mai 2000        |
| (30417) Staudt           | 1er juin 2000     |
| (30418) Jakobsteiner     | 1er juin 2000     |
| (30443) Stieltjes        | 3 juillet 2000    |
| (30445) Stirling         | 5 juillet 2000    |
| (30566) Stokes           | 29 juillet 2001   |
| (31043) Sturm            | 11 juin 1996      |
| (31122) Brooktaylor      | 21 septembre 1997 |
| (31189) Tricomi          | 27 décembre 1997  |
| (31665) Veblen           | 10 mai 1999       |
| (31823) Viète            | 4 octobre 1999    |
| (31931) Sipiera          | 10 avril 2000     |
| (31956) Wald             | 13 avril 2000     |
| (31982) Johnwallis       | 30 avril 2000     |
| (32267) Hermannweyl      | 1er août 2000     |
| (33004) Dianesipiera     | 2 mars 1997       |
| (33044) Erikdavy         | 20 octobre 1997   |
| (33113) Julabeth         | 22 janvier 1998   |
| (33152) 1998 DV12        | 26 février 1998   |
| (33432) 1999 ET3         | 15 mars 1999      |
| (33693) 1999 KA          | 16 mai 1999       |
| (33954) 2000 ND          | 1er juillet 2000  |
| (33955) 2000 NC3         | 6 juillet 2000    |
| (33996) 2000 OK2         | 28 juillet 2000   |
| (34086) 2000 PP5         | 5 août 2000       |
| (34170) 2000 QX33        | 26 août 2000      |
| (35278) 1996 SM          | 16 septembre 1996 |
| (35374) 1997 VK          | 1er novembre 1997 |
| (35440) 1998 BG30        | 29 janvier 1998   |
| (35469) 1998 ED3         | 2 mars 1998       |
| (35946) 1999 KO4         | 20 mai 1999       |
| (36297) 2000 JM5         | 5 mai 2000        |
| (36425) 2000 PM5         | 5 août 2000       |
| (37707) 1996 RK3         | 15 septembre 1996 |
| (37791) 1997 VB4         | 7 novembre 1997   |
| (37861) 1998 FA5         | 23 mars 1998      |
| (37862) 1998 FR5         | 24 mars 1998      |
| (38025) 1998 QF          | 17 août 1998      |
| (38450) 1999 TH          | 2 octobre 1999    |
| (38455) 1999 TK3         | 4 octobre 1999    |
| (38458) 1999 TP12        | 12 octobre 1999   |
| (38607) 2000 AN6         | 4 janvier 2000    |
| (39687) 1996 RL3         | 15 septembre 1996 |
| (39697) 1996 TH5         | 9 octobre 1996    |
| (39715) 1996 VT          | 2 novembre 1996   |
| (39827) 1998 BA3         | 19 janvier 1998   |
| (40093) 1998 NH          | 15 juillet 1998   |
| (40255) 1999 CN4         | 12 février 1999   |
| (40326) 1999 MA          | 18 juin 1999      |
| (40445) 1999 RY35        | 12 septembre 1999 |
| (40742) 1999 TK          | 2 octobre 1999    |
| (40743) 1999 TL          | 2 octobre 1999    |
| (41338) 1999 YF4         | 25 décembre 1999  |
| (41455) 2000 NC          | 1er juillet 2000  |
| (41456) 2000 NT          | 3 juillet 2000    |
| (42579) 1997 BV5         | 31 janvier 1997   |
| (42689) 1998 KX          | 23 mai 1998       |
| (42706) 1998 QY          | 19 août 1998      |
| (43194) 2000 AJ6         | 4 janvier 2000    |
| (43499) 2001 CY19        | 3 février 2001    |
| (44002) 1997 ST1         | 23 septembre 1997 |

| (44115) 1998 HQ23  | 28 avril 1998     |
| (44172) 1998 KN9   | 28 mai 1998       |
| (44233) 1998 QM28  | 26 août 1998      |
| (44710) 1999 TM3   | 4 octobre 1999    |
| (44721) 1999 TG10  | 8 octobre 1999    |
| (44723) 1999 TQ12  | 12 octobre 1999   |
| (44725) 1999 TD14  | 13 octobre 1999   |
| (45039) 1999 XW7   | 4 décembre 1999   |
| (45266) 2000 AK6   | 4 janvier 2000    |
| (45546) 2000 CE41  | 6 février 2000    |
| (45578) 2000 CL77  | 8 février 2000    |
| (45770) 2000 NM2   | 5 juillet 2000    |
| (46723) 1997 RS2   | 5 septembre 1997  |
| (46825) 1998 OJ2   | 25 juillet 1998   |
| (46830) 1998 PU    | 15 août 1998      |
| (46831) 1998 QH    | 17 août 1998      |
| (46877) 1998 RU    | 12 septembre 1998 |
| (47166) 1999 TT18  | 15 octobre 1999   |
| (47465) 1999 YZ4   | 28 décembre 1999  |
| (48703) 1996 JQ    | 12 mai 1996       |
| (48716) 1996 RH3   | 13 septembre 1996 |
| (48912) 1998 OT1   | 24 juillet 1998   |
| (48913) 1998 OH2   | 25 juillet 1998   |
| (48933) 1998 QD    | 17 août 1998      |
| (49346) 1998 WK4   | 21 novembre 1998  |
| (49621) 1999 GL    | 6 avril 1999      |
| (49677) 1999 TB3   | 4 octobre 1999    |
| (49777) Cappi      | 2 décembre 1999   |
| (50034) 2000 AJ48  | 6 janvier 2000    |
| (50234) 2000 BP    | 27 janvier 2000   |
| (50270) 2000 CJ    | 2 février 2000    |
| (50602) 2000 EM50  | 10 mars 2000      |
| (50863) 2000 GN1   | 4 avril 2000      |
| (52541) 1996 VB    | 1er novembre 1996 |
| (52548) 1996 XD2   | 3 décembre 1996   |
| (52567) 1997 HN2   | 28 avril 1997     |
| (52610) 1997 UK1   | 23 octobre 1997   |
| (52612) 1997 UH5   | 27 octobre 1997   |
| (52769) 1998 OF4   | 26 juillet 1998   |
| (53249) 1999 DD3   | 20 février 1999   |
| (53320) 1999 JW8   | 14 mai 1999       |
| (53574) 2000 CH41  | 7 février 2000    |
| (53740) 2000 EN50  | 10 mars 2000      |
| (53741) 2000 ER50  | 10 mars 2000      |
| (53841) 2000 FX    | 26 mars 2000      |
| (54100) 2000 HL5   | 28 avril 2000     |
| (54101) 2000 HM5   | 28 avril 2000     |
| (54102) 2000 HN5   | 28 avril 2000     |
| (54232) 2000 JL15  | 9 mai 2000        |
| (54327) 2000 KB4   | 27 mai 2000       |
| (54400) 2000 LD    | 1er juin 2000     |
| (54609) 2000 RN36  | 4 septembre 2000  |
| (54620) 2000 ST8   | 23 septembre 2000 |
| (54909) 2001 OP81  | 29 juillet 2001   |
| (55192) 2001 RN2   | 8 septembre 2001  |
| (55880) 1997 WS    | 18 novembre 1997  |
| (55906) 1998 DS20  | 28 février 1998   |
| (56043) 1998 XQ11  | 14 décembre 1998  |
| (56163) 1999 DE3   | 22 février 1999   |
| (56215) 1999 HH    | 17 avril 1999     |
| (56568) 2000 JN15  | 9 mai 2000        |
| (56629) 2000 KV    | 25 mai 2000       |
| (56676) 2000 LC    | 1er juin 2000     |
| (57010) 2000 TP1   | 3 octobre 2000    |
| (58458) 1996 KP    | 21 mai 1996       |
| (58461) 1996 ML    | 22 juin 1996      |
| (58558) 1997 LE4   | 9 juin 1997       |
| (59095) 1998 WK    | 16 novembre 1998  |
| (59159) 1998 YX7   | 24 décembre 1998  |
| (59161) 1998 YL10  | 27 décembre 1998  |
| (59366) 1999 EE3   | 12 mars 1999      |
| (59367) 1999 EQ3   | 15 mars 1999      |
| (59730) 1999 LW    | 7 juin 1999       |
| (59832) 1999 RW36  | 13 septembre 1999 |
| (60667) 2000 GQ1   | 4 avril 2000      |
| (61062) 2000 LF2   | 3 juin 2000       |
| (61067) 2000 LQ6   | 6 juin 2000       |
| (61068) 2000 LR6   | 6 juin 2000       |
| (61130) 2000 NK    | 2 juillet 2000    |
| (61133) 2000 NL2   | 5 juillet 2000    |
| (61191) 2000 OA    | 21 juillet 2000   |
| (61193) 2000 OQ1   | 26 juillet 2000   |
| (61383) 2000 QB    | 20 août 2000      |
| (62031) 2000 RS56  | 5 septembre 2000  |
| (62138) 2000 SO8   | 22 septembre 2000 |
| (65830) 1996 XA    | 1er décembre 1996 |
| (65868) 1997 RR5   | 8 septembre 1997  |
| (66453) 1999 PC    | 3 août 1999       |
| (67283) 2000 GN    | 2 avril 2000      |
| (67285) 2000 GH2   | 5 avril 2000      |
| (67540) 2000 SX10  | 24 septembre 2000 |
| (68263) 2001 EW12  | 14 mars 2001      |
| (69430) 1996 GA1   | 15 avril 1996     |
| (69451) 1996 TD5   | 8 octobre 1996    |
| (69493) 1997 AO12  | 11 janvier 1997   |
| (69545) 1997 JF10  | 11 mai 1997       |
| (69559) 1997 UG5   | 27 octobre 1997   |
| (69686) 1998 HR23  | 28 avril 1998     |
| (69749) 1998 MZ1   | 21 juin 1998      |
| (69760) 1998 PR    | 15 août 1998      |
| (69762) 1998 QS5   | 23 août 1998      |
| (69837) 1998 SE4   | 19 septembre 1998 |
| (69932) 1998 UK    | 16 octobre 1998   |
| (70015) 1998 YT5   | 19 décembre 1998  |
| (70017) 1998 YL9   | 26 décembre 1998  |
| (70407) 1999 SE1   | 18 septembre 1999 |
| (70431) 1999 TD3   | 4 octobre 1999    |
| (70452) 1999 TH19  | 15 octobre 1999   |
| (71220) 1999 YY8   | 31 décembre 1999  |
| (71235) 2000 AD3   | 4 janvier 2000    |
| (72520) 2001 DB88  | 24 février 2001   |
| (72831) 2001 HJ14  | 23 avril 2001     |
| (73868) 1997 AD6   | 1er janvier 1997  |
| (73923) 1997 MU1   | 30 juin 1997      |
| (73993) 1998 FZ4   | 22 mars 1998      |
| (74056) 1998 KM9   | 28 mai 1998       |
| (74068) 1998 MJ4   | 22 juin 1998      |
| (74587) 1999 ON1   | 21 juillet 1999   |
| (74597) 1999 RG    | 3 septembre 1999  |
| (75247) 1999 XJ    | 1er décembre 1999 |
| (75271) 1999 XE16  | 7 décembre 1999   |
| (75449) 1999 XH137 | 15 décembre 1999  |
| (75572) 2000 AO6   | 4 janvier 2000    |
| (75744) 2000 AF151 | 10 janvier 2000   |
| (75760) 2000 AP168 | 12 janvier 2000   |
| (75851) 2000 CF    | 1er février 2000  |
| (76200) 2000 EL50  | 10 mars 2000      |
| (76638) 2000 HS14  | 29 avril 2000     |
| (77158) 2001 EN15  | 15 mars 2001      |
| (77179) 2001 FV4   | 19 mars 2001      |
| (77869) 2001 SA    | 16 septembre 2001 |
| (79341) 1996 UT1   | 30 octobre 1996   |
| (79357) 1997 CP4   | 4 février 1997    |
| (79408) 1997 JE8   | 8 mai 1997        |
| (79443) 1997 UL1   | 23 octobre 1997   |
| (79528) 1998 QG    | 17 août 1998      |
| (79872) 1998 YU7   | 24 décembre 1998  |
| (79873) 1998 YJ10  | 27 décembre 1998  |
| (80447) 1999 YQ14  | 31 décembre 1999  |
| (80614) 2000 AO168 | 12 janvier 2000   |
| (80632) 2000 AL205 | 15 janvier 2000   |
| (80693) 2000 CH    | 1er février 2000  |
| (80694) 2000 CN    | 2 février 2000    |
| (80695) 2000 CP    | 2 février 2000    |
| (80780) 2000 CM77  | 8 février 2000    |
| (80973) 2000 EQ    | 3 mars 2000       |
| (80974) 2000 ER    | 3 mars 2000       |
| (81037) 2000 EN55  | 11 mars 2000      |
| (81294) 2000 GM    | 2 avril 2000      |
| (81297) 2000 GR1   | 4 avril 2000      |
| (81674) 2000 JC    | 2 mai 2000        |
| (81679) 2000 JB4   | 4 mai 2000        |
| (81796) 2000 KH    | 23 mai 2000       |
| (81887) 2000 LS22  | 9 juin 2000       |
| (85426) 1997 AK12  | 10 janvier 1997   |
| (85430) 1997 BW5   | 31 janvier 1997   |
| (85488) 1997 SH2   | 23 septembre 1997 |
| (85949) 1999 EX14  | 10 mars 1999      |
| (86205) 1999 TC3   | 4 octobre 1999    |
| (86455) 2000 CF41  | 6 février 2000    |
| (86549) 2000 EG    | 2 mars 2000       |
| (86707) 2000 GJ    | 2 avril 2000      |
| (86814) 2000 GB133 | 13 avril 2000     |
| (87033) 2000 KK    | 24 mai 2000       |
| (87034) 2000 KT1   | 26 mai 2000       |
| (87125) 2000 MS1   | 25 juin 2000      |
| (87130) 2000 NE    | 1er juillet 2000  |
| (88388) 2001 QT2   | 16 août 2001      |
| (88638) 2001 RL46  | 13 septembre 2001 |
| (90861) 1996 JD    | 7 mai 1996        |
| (90864) 1996 RJ1   | 9 septembre 1996  |
| (90886) 1996 YT2   | 18 décembre 1996  |
| (90943) 1997 UX2   | 24 octobre 1997   |
| (91149) 1998 PS    | 15 août 1998      |
| (91394) 1999 LM    | 6 juin 1999       |
| (91430) 1999 RL    | 4 septembre 1999  |
| (91432) 1999 RF1   | 4 septembre 1999  |
| (91588) 1999 TJ    | 2 octobre 1999    |
| (91591) 1999 TJ3   | 4 octobre 1999    |
| (91595) 1999 TZ9   | 9 octobre 1999    |
| (91846) 1999 UY3   | 31 octobre 1999   |
| (92301) 2000 FG    | 25 mars 2000      |
| (92350) 2000 HK5   | 28 avril 2000     |
| (92354) 2000 HR14  | 29 avril 2000     |
| (92495) 2000 NY    | 4 juillet 2000    |
| (92613) 2000 QO    | 21 août 2000      |
| (93051) 2000 SP8   | 22 septembre 2000 |
| (93484) 2000 TP22  | 5 octobre 2000    |
| (94319) 2001 FX100 | 17 mars 2001      |
| (96299) 1996 SO    | 18 septembre 1996 |
| (96314) 1997 AL6   | 8 janvier 1997    |
| (96415) 1998 FX4   | 22 mars 1998      |
| (96492) 1998 KL9   | 28 mai 1998       |
| (96634) 1999 GF2   | 9 avril 1999      |
| (96652) 1999 HA    | 16 avril 1999     |
| (96875) 1999 TE10  | 8 octobre 1999    |
| (97033) 1999 UW3   | 31 octobre 1999   |
| (97196) 1999 XR1   | 3 décembre 1999   |
| (97270) 1999 XK137 | 15 décembre 1999  |
| (97678) 2000 GS1   | 4 avril 2000      |
| (97778) 2000 KG41  | 31 mai 2000       |
| (97831) 2000 PN5   | 5 août 2000       |
| (97832) 2000 PQ5   | 5 août 2000       |
| (98070) 2000 RQ53  | 5 septembre 2000  |
| (98551) 2000 WK1   | 18 novembre 2000  |
| (98967) 2001 DT2   | 16 février 2001   |
| (99201) Sattler    | 25 avril 2001     |
| (100444) 1996 RK1  | 9 septembre 1996  |
| (100457) 1996 TJ3  | 7 octobre 1996    |
| (100486) 1996 VH1  | 7 novembre 1996   |
| (100497) 1996 XB   | 1er décembre 1996 |
| (100564) 1997 GU27 | 9 avril 1997      |
| (100631) 1997 UH8  | 29 octobre 1997   |
| (101172) 1998 SF4  | 19 septembre 1998 |
| (101196) 1998 SM26 | 24 septembre 1998 |
| (101362) 1998 UP   | 17 octobre 1998   |
| (101364) 1998 US   | 18 octobre 1998   |
| (101533) 1998 YK9  | 26 décembre 1998  |
| (101613) 1999 CX8  | 12 février 1999   |
| (101614) 1999 CY8  | 12 février 1999   |
| (101718) 1999 EB   | 6 mars 1999       |

| (101719) 1999 EF    | 10 mars 1999       |
| (101894) 1999 PD2   | 9 août 1999        |
| (101895) 1999 PE3   | 11 août 1999       |
| (101896) 1999 PM3   | 12 août 1999       |
| (102227) 1999 TB14  | 13 octobre 1999    |
| (103019) 1999 XG106 | 11 décembre 1999   |
| (103423) 2000 AM153 | 11 janvier 2000    |
| (103574) 2000 CR    | 3 février 2000     |
| (103575) 2000 CS    | 3 février 2000     |
| (103655) 2000 CC41  | 6 février 2000     |
| (104114) 2000 EO50  | 10 mars 2000       |
| (104445) 2000 GA4   | 7 avril 2000       |
| (104644) 2000 GG123 | 11 avril 2000      |
| (104913) 2000 JK15  | 9 mai 2000         |
| (104995) 2000 KJ    | 23 mai 2000        |
| (105000) 2000 KZ3   | 27 mai 2000        |
| (105227) 2000 PO5   | 5 août 2000        |
| (105379) 2000 QR130 | 31 août 2000       |
| (105632) 2000 SQ8   | 22 septembre 2000  |
| (106539) 2000 WA66  | 28 novembre 2000   |
| (107371) 2001 CN31  | 12 février 2001    |
| (107401) 2001 DS2   | 16 février 2001    |
| (109644) 2001 RO2   | 9 septembre 2001   |
| (109661) 2001 RQ16  | 12 septembre 2001  |
| (111830) 2002 EO9   | 14 mars 2002       |
| (118242) 1997 NM3   | 9 juillet 1997     |
| (118288) 1998 SK4   | 20 septembre 1998  |
| (118477) 2000 AQ168 | 12 janvier 2000    |
| (118570) 2000 GP1   | 4 avril 2000       |
| (120660) 1996 VA    | 1er novembre 1996  |
| (120680) 1997 BT5   | 31 janvier 1997    |
| (121205) 1999 PG1   | 8 août 1999        |
| (121333) 1999 TF3   | 4 octobre 1999     |
| (121340) 1999 TO17  | 15 octobre 1999    |
| (121706) 1999 XE95  | 9 décembre 1999    |
| (121709) 1999 XJ106 | 11 décembre 1999   |
| (121760) 1999 YY4   | 28 décembre 1999   |
| (121762) 1999 YW8   | 30 décembre 1999   |
| (121805) 2000 AS168 | 12 janvier 2000    |
| (121953) 2000 EP50  | 10 mars 2000       |
| (121954) 2000 EQ50  | 10 mars 2000       |
| (122044) 2000 GQ82  | 9 avril 2000       |
| (122162) 2000 KX1   | 26 mai 2000        |
| (122228) 2000 OA2   | 27 juillet 2000    |
| (122229) 2000 OC2   | 27 juillet 2000    |
| (122273) 2000 PT1   | 3 août 2000        |
| (122383) 2000 QW70  | 26 août 2000       |
| (124176) 2001 OJ32  | 24 juillet 2001    |
| (129548) 1996 TC7   | 11 octobre 1996    |
| (129589) 1997 UD    | 20 octobre 1997    |
| (129754) 1999 EE    | 9 mars 1999        |
| (130240) 2000 CD41  | 6 février 2000     |
| (130245) 2000 CO77  | 8 février 2000     |
| (130281) 2000 EM    | 2 mars 2000        |
| (130779) 2000 TQ1   | 3 octobre 2000     |
| (131247) 2001 FU4   | 19 mars 2001       |
| (132163) 2002 EM9   | 14 mars 2002       |
| (134406) 1998 BF    | 17 janvier 1998    |
| (134579) 1999 TC14  | 13 octobre 1999    |
| (134761) 2000 CN77  | 8 février 2000     |
| (135240) 2001 SJ10  | 19 septembre 2001  |
| (136769) 1996 OD    | 18 juillet 1996    |
| (136785) 1996 XC2   | 3 décembre 1996    |
| (136799) 1997 CP5   | 6 février 1997     |
| (136991) 1998 SA36  | 28 septembre 1998  |
| (137153) 1999 EC    | 6 mars 1999        |
| (137203) 1999 LX    | 7 juin 1999        |
| (137312) 1999 TK10  | 10 octobre 1999    |
| (137313) 1999 TR12  | 12 octobre 1999    |
| (137820) 2000 AL6   | 4 janvier 2000     |
| (137849) 2000 AY50  | 6 janvier 2000     |
| (138675) 2000 SU8   | 23 septembre 2000  |
| (147998) 1996 VC5   | 12 novembre 1998   |
| (148014) 1997 VX1   | 5 novembre 1997    |
| (148101) 1999 RD33  | 8 septembre 1999   |
| (148304) 2000 KF41  | 31 mai 2000        |
| (150153) 1997 AB    | 1er janvier 1997   |
| (150346) 1999 YX4   | 28 décembre 1999   |
| (150393) 2000 EN    | 2 mars 2000        |
| (150492) 2000 QZ70  | 26 août 2000       |
| (152642) 1997 RV9   | 10 septembre 1997  |
| (155520) 1999 TH10  | 8 octobre 1999     |
| (155587) 2000 AN205 | 15 janvier 2000    |
| (155592) 2000 CK    | 2 février 2000     |
| (155634) 2000 GJ2   | 5 avril 2000       |
| (155677) 2000 JE2   | 3 mai 2000         |
| (157966) 2000 GY3   | 6 avril 2000       |
| (157999) 2000 OE9   | 30 juillet 2000    |
| (162042) 1996 OR    | 22 juillet 1996    |
| (162051) 1996 TE1   | 5 octobre 1996     |
| (162061) 1997 CH22  | 13 février 1997    |
| (162090) 1998 PP    | 15 août 1998       |
| (162213) 1999 TL3   | 4 octobre 1999     |
| (162909) 2001 KQ41  | 24 mai 2001        |
| (165068) 2000 FV    | 26 mars 2000       |
| (165151) 2000 QT33  | 26 août 2000       |
| (168360) 1996 PC    | 6 août 1996        |
| (168674) 2000 FC    | 24 mars 2000       |
| (168722) 2000 LH    | 1er juin 2000      |
| (171492) 1996 VK1   | 7 novembre 1996    |
| (173155) 1996 RP    | 8 septembre 1996   |
| (173158) 1996 TJ1   | 6 octobre 1996     |
| (173372) 2000 AM205 | 15 janvier 2000    |
| (173446) 2000 OH9   | 30 juillet 2000    |
| (173596) 2001 DC48  | 19 février 2001    |
| (175708) 1996 RF1   | 9 septembre 1996   |
| (175743) 1998 OS1   | 24 juillet 1998    |
| (175772) 1998 XU8   | 13 décembre 1998   |
| (176229) 2001 QL150 | 26 août 2001       |
| (178363) 1997 AG6   | 8 janvier 1997     |
| (178686) 2000 ST10  | 24 septembre 2000  |
| (181879) 1999 PE2   | 9 août 1999        |
| (185900) 2000 SV1   | 19 septembre 2000  |
| (185901) 2000 SU10  | 24 septembre 2000  |
| (186643) 2003 MS7   | 28 juin 2003       |
| (187851) 2000 AG151 | 11 janvier 2000    |
| (189451) 1999 ED    | 9 mars 1999        |
| (192948) 2000 BA    | 16 janvier 2000    |
| (193060) 2000 GL    | 2 avril 2000       |
| (193103) 2000 GD123 | 11 avril 2000      |
| (193150) 2000 JU8   | 7 mai 2000         |
| (193172) 2000 LN8   | 7 juin 2000        |
| (200282) 1999 YB5   | 28 décembre 1999   |
| (200362) 2000 QL    | 21 août 2000       |
| (203029) 2000 BR    | 28 janvier 2000    |
| (203242) 2001 OA36  | 24 juillet 2001    |
| (205205) 2000 FA1   | 26 mars 2000       |
| (205220) 2000 PP27  | 5 août 2000        |
| (205835) 2002 EN9   | 14 mars 2002       |
| (208036) 1999 RR43  | 14 septembre 1999  |
| (208170) 2000 QG    | 21 août 2000       |
| (208301) 2001 FY100 | 17 mars 2001       |
| (210485) 1996 TK    | 3 octobre 1996     |
| (210549) 1999 TG3   | 4 octobre 1999     |
| (210550) 1999 TH3   | 4 octobre 1999     |
| (210642) 2000 GL137 | 14 avril 2000      |
| (216977) 2000 OA1   | 25 juillet 2000    |
| (219317) 2000 FZ7   | 30 mars 2000       |
| (219491) 2001 FK1   | 18 mars 2001       |
| (221985) 1997 BR5   | 31 janvier 1997    |
| (222234) 2000 GV132 | 21 avril 2000      |
| (225427) 2000 BF1   | 28 janvier 2000    |
| (225430) 2000 CG    | 1er février 2000   |
| (228321) 2000 QQ130 | 31 août 2000       |
| (229961) 1999 TS12  | 12 octobre 1999    |
| (231688) 1996 VG1   | 7 novembre 1996    |
| (234078) 1999 TO12  | 12 octobre 1999    |
| (234171) 2000 LB28  | 10 juin 2000       |
| (234174) 2000 OJ2   | 28 juillet 2000    |
| (237388) 1996 TL    | 3 octobre 1996     |
| (237494) 2000 QV33  | 26 août 2000       |
| (239807) 1996 PG    | 7 août 1996        |
| (239876) 2000 NW    | 4 juillet 2000     |
| (241588) 1997 RK1   | 1er septembre 1997 |
| (241647) 2000 EL    | 2 mars 2000        |
| (241711) 2000 TD    | 1er octobre 2000   |
| (244328) 2002 JL5   | 5 mai 2002         |
| (249688) 2000 CL    | 2 février 2000     |
| (249809) 2001 CL31  | 12 février 2001    |
| (251705) 1996 UJ    | 17 octobre 1996    |
| (252024) 2000 KS    | 25 mai 2000        |
| (252049) 2000 SS10  | 24 septembre 2000  |
| (252163) 2001 CM31  | 12 février 2001    |
| (257506) 1996 SN7   | 23 septembre 1996  |
| (257523) 1997 SH11  | 30 septembre 1997  |
| (257710) 1999 XD115 | 12 décembre 1999   |
| (257742) 2000 AE151 | 10 janvier 2000    |
| (257942) 2000 XN15  | 4 décembre 2000    |
| (258026) 2001 GQ1   | 15 avril 2001      |
| (264346) 1999 XE106 | 11 décembre 1999   |
| (264348) 1999 XJ137 | 15 décembre 1999   |
| (267179) 2000 QF9   | 22 août 2000       |
| (267230) 2001 HW13  | 18 avril 2001      |
| (269628) 2011 AN23  | 31 janvier 1997    |
| (269694) 1996 UF3   | 31 octobre 1996    |
| (269914) 2000 JV8   | 7 mai 2000         |
| (269943) 2000 SV10  | 24 septembre 2000  |
| (270036) 2001 KR41  | 24 mai 2001        |
| (275514) 1996 LU    | 12 juin 1996       |
| (275515) 1996 TM    | 3 octobre 1996     |
| (279873) 2001 OR67  | 27 juillet 2001    |
| (280120) 2002 JM5   | 5 mai 2002         |
| (280121) 2002 JG9   | 7 mai 2002         |
| (282081) 2000 NG    | 1er juillet 2000   |
| (285215) 1997 EG6   | 6 mars 1997        |
| (285584) 2000 QN68  | 26 août 2000       |
| (285639) 2000 SW10  | 24 septembre 2000  |
| (297521) 2001 CE    | 1er février 2001   |
| (301987) 2000 NS    | 3 juillet 2000     |
| (306313) 2011 SA84  | 7 octobre 1996     |
| (306582) 2000 FW    | 26 mars 2000       |
| (306607) 2000 OD2   | 27 juillet 2000    |
| (313038) 2000 QH    | 21 août 2000       |
| (316361) 2010 SM2   | 29 juillet 2000    |
| (316706) 1996 XA20  | 12 décembre 1996   |
| (316755) 1999 RZ35  | 12 septembre 1999  |
| (322330) 2011 HV8   | 14 mars 2001       |
| (322711) 2000 HQ20  | 30 avril 2000      |
| (326288) 1997 UQ9   | 30 octobre 1997    |
| (326374) 2000 XO15  | 4 décembre 2000    |
| (331120) 2010 UJ75  | 12 novembre 1996   |
| (333152) 2012 BC30  | 6 octobre 1996     |
| (337049) 1996 VX2   | 11 novembre 1996   |
| (347375) 2012 RL12  | 3 octobre 1996     |
| (350065) 2011 GT9   | 18 septembre 1996  |
| (350480) 1999 SB    | 16 septembre 1999  |
| (350531) 2000 KE    | 23 mai 2000        |
| (357000) 1998 UO    | 17 octobre 1998    |
| (362697) 2011 UJ152 | 1er juin 1997      |
| (363077) 2000 QK    | 21 août 2000       |
| (379898) 2012 JG4   | 2 septembre 2000   |
| (382407) 1996 TE5   | 8 octobre 1996     |
| (382448) 2000 KU1   | 26 mai 2000        |
| (382486) 2001 CX19  | 3 février 2001     |
| (382498) 2001 QM150 | 26 août 2001       |
| (385107) 2012 VM92  | 12 novembre 1996   |
| (385190) 1996 XK2   | 4 décembre 1996    |
| (385206) 1999 TM10  | 11 octobre 1999    |
| (385228) 2000 KV33  | 29 mai 2000        |
| (390195) 2012 WG26  | 16 août 2001       |